# Thea Setterström
Dorothea (Thea) Josefina  Setterström, född 6 februari 1898 i Stora Skedvi, Kopparbergs län, död 12 januari 1983 i Karlstad, var en svensk målare.
Hon var dotter till skomakaren Anders Johan Engvall och Wilhelmina Dalsten. Setterström studerade målning för Arne Kilsby och Sven Rapp 1951–1955. Hon debuterade i en utställning i Karlstad tillsammans med fem andra Karlstadskonstnärer 1955 och har medverkat i Värmlands konstförenings höstsalonger på Värmlands museum. Hennes konst består av landskapsskildringar samt stilleben med frukter. Setterström är begravd på Norslunds kyrkogård i Falun. 